# BMW RS53

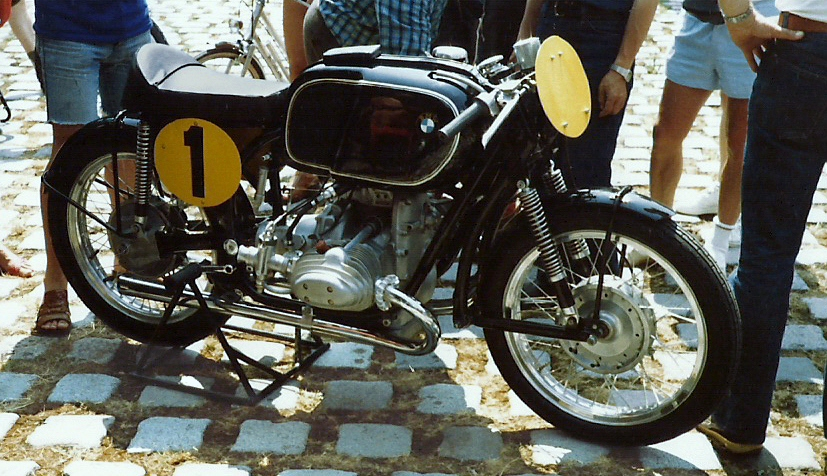
De BMW RS 54 uit 1954 had de interne fabrieksaanduiding RS 223

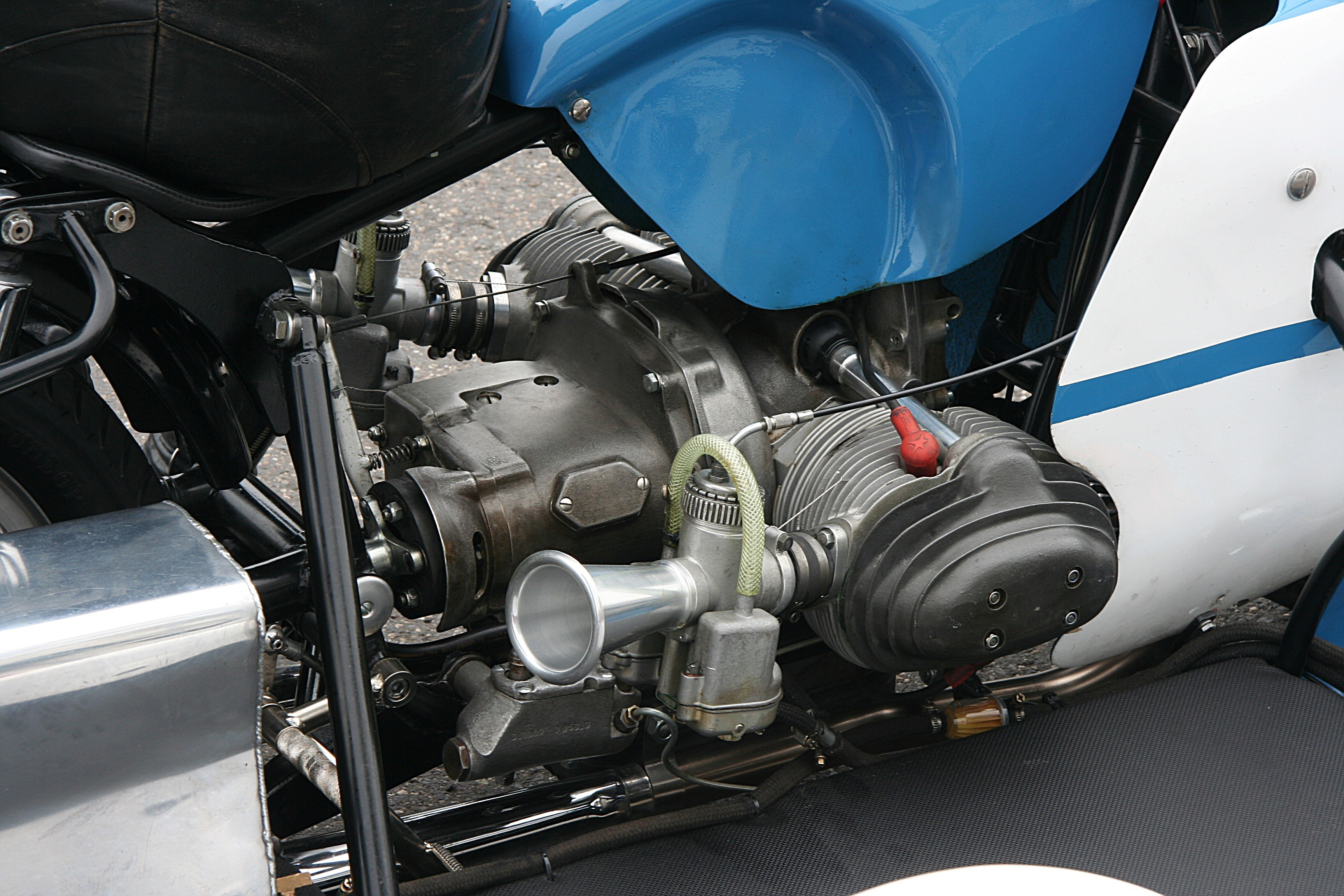
RS 54 motor in de 500 cc-zijspancombinatie van Max Deubel en Emil Hörner

De BMW RS 53 en RS 54 zijn motorfiets (productieracers) van het merk BMW.

## Voorgeschiedenis
BMW was tot in de jaren dertig zeer succesvol op het gebied van snelheidsrecords. Ernst Henne reed tussen 1929 en 1937 zelfs 76 records, waarvan het laatste (279,5 km/h met een 500cc BMW met compressor) liefst 14 jaar zou blijven staan. Bij deze records werd uitsluitend rechtuit gereden. Als het op echte races aankwam, waren de BMW's zonder achtervering en met de zware schommelvoorvork met bladvering geen partij voor snelle machines als Norton CS1, de Rudge 500 cc vierklepper, de Gilera Rondine viercilinder en de Motosacoche A 50 "Vliegende banaan". Daarom had Diplom-Ingenieur Schleicher in 1935 een nieuwe 500cc-racer met bovenliggende nokkenassen, koningsassen, plunjervering en een telescoopvork ontwikkeld. Deze RS 500 was redelijk succesvol in de internationale races die indertijd verreden werden. Het wereldkampioenschap wegraces bestond nog niet. Na de Tweede Wereldoorlog werd Duitsland in eerste instantie nog van vele internationale organisaties uitgesloten, waaronder de Fédération Internationale de Motocyclisme, die in 1949 het wereldkampioenschap instelde. Omdat Duitsland hiervan uitgesloten was, hoefden BMW en NSU zich ook nog niet aan het door deze organisatie ingestelde compressorverbod te houden. Bij nationale Duitse races kon de RS 500 nog enkele jaren mee, tot men in 1951 toetrad tot de FIM. In die tijd hadden andere landen alweer enkele jaren aan de ontwikkeling van nieuwe racers kunnen werken. Een eventuele nieuwe BMW racer zou het moeten opnemen tegen machines als de AJS E90S "Porcupine" en de Norton Manx 500, terwijl de Italianen juist bezig waren met de aflossing van de eencilinder Gilera Saturno 500 door nieuwe, door Piero Remor ontwikkelde Gilera 500cc viercilinders, waarvan het blok, later vrijwel ongewijzigd ingebouwd in de MV Agusta racers, twee decennia lang de dienst zou gaan uitmaken op de circuits. Voor de Duitse merken zou het een flinke uitdaging zijn zich tussen dit geweld te mengen. Toch stapte BMW in, maar deed dit in eerste instantie met een "geamputeerde" compressorloze variant van de RS 500 en een stoterstangen versie. De RS 500 kwam tot ongeveer 43 pk, hoewel dit tot 1953 nog enigszins werd verhoogd. Toch stopte BMW in 1953 met de bouw van fabrieksracers.

## RS 53
In 1954 werd wel een klein aantal productieracers gebouwd, onder de naam RS 53. De RS 53 was voor privérijders te koop voor ongeveer 10.000 DM. Toch was de grens niet al te scherp getrokken: BMW zette Walter Zeller als fabrieksrijder op de machine. De motor leverde 50 pk en kon daarmee redelijk opboksen tegen de privérijders, maar niet tegen de Engelse en Italiaanse topmerken. Het was duidelijk dat de motor helemaal nieuw was ontwikkeld voor de wegrace. De langeslagmotor (boring-slagverhouding = 66 x 72 mm) werd op geen enkele bestaande BMW toegepast. De motor had bovenliggende nokkenassen die door koningsassen werden aangedreven. Voor het eerst was de plunjervering vervangen door een swingarm achtervork met twee veer/demperelementen. De cardanas was linksdraaiend, waardoor het kroonwiel aan de binnenzijde (tegen het wiel) kwam te zitten.

## RS 54
De uitvoering van de productieracer van 1953 was slechts in naam veranderd. De machine zou nog enkele jaren door privérijders worden ingezet, maar BMW kwam in 1955 met een officieel fabrieksteam aan de start. Men maakte toen gebruik van een injectieversie van de 500cc-racer. Toch stonden de RS 53 en RS 54 aan de basis van een van de grootste succesverhalen in de motorgeschiedenis. De 500cc zijspanracer behaalde tussen 1954 en 1974 19 wereldtitels.

## Technische gegevens
| Periode         | 1953-1954                              | 1953-1954                              | 1953-1954                              |
| Categorie       | productieracer                         | productieracer                         | productieracer                         |
| Motortype       | kopklepmotor                           | kopklepmotor                           | kopklepmotor                           |
| Bouwwijze       | dwarsgeplaatste tweecilinderboxermotor | dwarsgeplaatste tweecilinderboxermotor | dwarsgeplaatste tweecilinderboxermotor |
| boring          | 66 mm                                  | 66 mm                                  | 66 mm                                  |
| slag            | 72 mm                                  | 72 mm                                  | 72 mm                                  |
| Cilinderinhoud  | 492,7 cc                               | 492,7 cc                               | 492,7 cc                               |
| Max. Vermogen   | 37 kW/50 pk                            |                                        |                                        |
| Aandrijving     | cardanas                               | cardanas                               | cardanas                               |
| Rijwielgedeelte | dubbel wiegframe, buisframe            | dubbel wiegframe, buisframe            | dubbel wiegframe, buisframe            |
| Voorganger      | RS 500                                 | RS 500                                 | RS 500                                 |
| Opvolger        | 500cc injectie                         | 500cc injectie                         | 500cc injectie                         |